# Eupithecia achilleata
Eupithecia achilleata är en fjärilsart som beskrevs av Paul Mabille 1869. Eupithecia achilleata ingår i släktet Eupithecia och familjen mätare. Inga underarter finns listade i Catalogue of Life.